# National Asset Management Agency
Het National Asset Management Agency of beter bekend als NAMA is een Ierse overheidsinstelling die opgericht is om de banken en ook de projectontwikkelaars in dat land in leven te houden.
Het is opgericht in 2009 door de Ierse regering als reactie op de financiële crisis in Ierland. Door de enorme housing-boom hadden banken, projectontwikkelaars en ook particulieren enorm geïnvesteerd in vastgoed en die markt klapte in elkaar.
Om te voorkomen dat banken zouden omvallen onder oninbare schulden werd NAMA opgericht dat alle slechte leningen (de bad loans) met grote korting overkocht van de banken in de gedachte dat ze op (zeer) lange termijn wel weer geld zouden opbrengen, maar dat de banken niet die tijd zouden hebben.